# Mjesec iznad oblaka
Mjesec iznad oblaka prvi je studijski album hrvatskog pjevača Petra Graše iz 1997. godine. Ujedno je i njegov najuspješniji album prodan u 110.000 primjeraka, koji je odredio njegov glazbeni put i omogućio mu dugu i uspješnu glazbenu karijeru.
Na albumu se nalaze Grašine prve uspješnice ("Volim i postojim"), čiju glazbu i tekst potpisuje zajedno s bračnim parom Huljić. Album je producirao Remi Kazinoti, a sniman je 1996. i 1997. u studiju TM.

## Popis pjesama
Tekstovi: Petar Grašo (br. 1, 2, 4, 6, 9, 10) i Vjekoslava Huljić (br. 1, 3, 4, 7, 8, 11), glazba: Petar Grašo (br. 1, 2, 4, 6, 9 to 11) i Tonči Huljić (br. 3, 7, 8).
| 1.  | »Volim i postojim«                                                       |  |
| 2.  | »Mjesec iznad oblaka«                                                    |  |
| 3.  | »Nisan više ja sa njon« (Gost: nastupa Dino Rađa)                        |  |
| 4.  | »Otkad nije mi tu«                                                       |  |
| 5.  | »Prosjak ljubavi« (Glazba i tekst: Bratislav Zalatanović, Vedran Gavrić) |  |
| 6.  | »Idi«                                                                    |  |
| 7.  | »Ne boli me«                                                             |  |
| 8.  | »Brod ljubavi«                                                           |  |
| 9.  | »Baraba«                                                                 |  |
| 10. | »Trebam nekoga«                                                          |  |
| 11. | »Ljubav sve pozlati«                                                     |  |

Pjesma "Ljubav sve pozlati" korištena je u animiranom filmu Čudnovate zgode Šegrta Hlapića.
Izvori za popis pjesama: Croatia Records i Diskografija

## Osoblje
- oblikovanje: Ivana Runjić
- inženjer: Tomislav Mrduljaš
- izvršni urednik: Edwin Softić
- tekstovi: Petar Grašo i Vjekoslava Huljić
- glazba: Petar Grašo i Tonči Huljić
- izvođači: Alenka Milano, Brankica Brodarić, Danijela Martinović, Mladen Magud, Petar Grašo, Tonči Huljić i Zlatko Brodarić
- producent i aranžer: Remi Kazinoti
- odgovorni urednici: Petar Grašo i Tonči Huljić

Izvor za osoblje: Discogs